# Bakoe-Soepsa pijpleiding
De Bakoe-Soepsa-pijpleiding, ook bekend als de Western Route Export Pipeline (WREP), is een 833 kilometer lange oliepijpleiding die loopt van de Sanqaçal-terminal aan de Kaspische Zee bij Bakoe (Azerbeidzjan) naar de Soepsa-terminal aan de Zwarte Zee bij het dorp Soepsa (Georgië). De pijpleiding wordt beheerd door BP en transporteert ruwe aardolie uit het Azeri-Chirag-Guneshli-olieveld.

## Geschiedenis
De voorbereidingen voor de aanleg van de pijpleiding begonnen in 1994, waarna in 1996 de Azerbeidzjaanse president Hejdar Alijev en de Georgische president Edoeard Sjevardnadze overeenstemming bereikten over de aanleg van de pijpleiding en de bouw kon beginnen. In de Sovjet-periode lagen op het grootste deel van het traject al oliepijpleidingen, met name het traject Samgori-Batoemi, vanwege het Samgori-olieveld nabij Tbilisi. Grote delen van deze infrastructuur die in onbruik waren geraakt in de jaren 1990 wilde men hergebruiken, maar dat viel uiteindelijk tegen. De route kwam grotendeels overeen met de Bakoe-Batoemi-pijpleiding die begin 20e eeuw was aangelegd en in 1943, tijdens de Tweede Wereldoorlog, werd ontmanteld vanwege het naderende leger van nazi-Duitsland dat poogde de olievelden bij Bakoe te veroveren.
De bouw van de Bakoe-Soepsa-pijpleiding werd eind 1998 voltooid en de Soepsa-terminal werd op 17 april 1999 officieel in gebruik genomen met een inhuldigingsceremonie. Aliyev refereerde aan de start van het project in 1994 als het "contract van de eeuw", wat een grote toekomst voor Azerbeidzjan moest betekenen in de exploitatie van haar olie- en gasbronnen. De totale kosten van de aanleg van de pijpleiding en terminal worden geschat 556 miljoen dollar.
BP exploiteert sinds de opening de pijpleiding, evenals de grotendeels parallel lopende Bakoe-Tbilisi-Ceyhan-pijpleiding. In 2016 kondigde het bedrijf extra investeringen in Georgië aan ter waarde van 150 miljoen dollar, om bepaalde delen te moderniseren en de milieustandaarden te verhogen. In 2021 werd de duizendste tanker sinds de opening in Soepsa verwelkomd. Meer dan 700 miljoen vaten olie gingen er door de leiding sinds de opening. In 2022 werd het olietransport door de leiding stilgelegd vanwege de oorlog in Oekraïne.

### Techniek

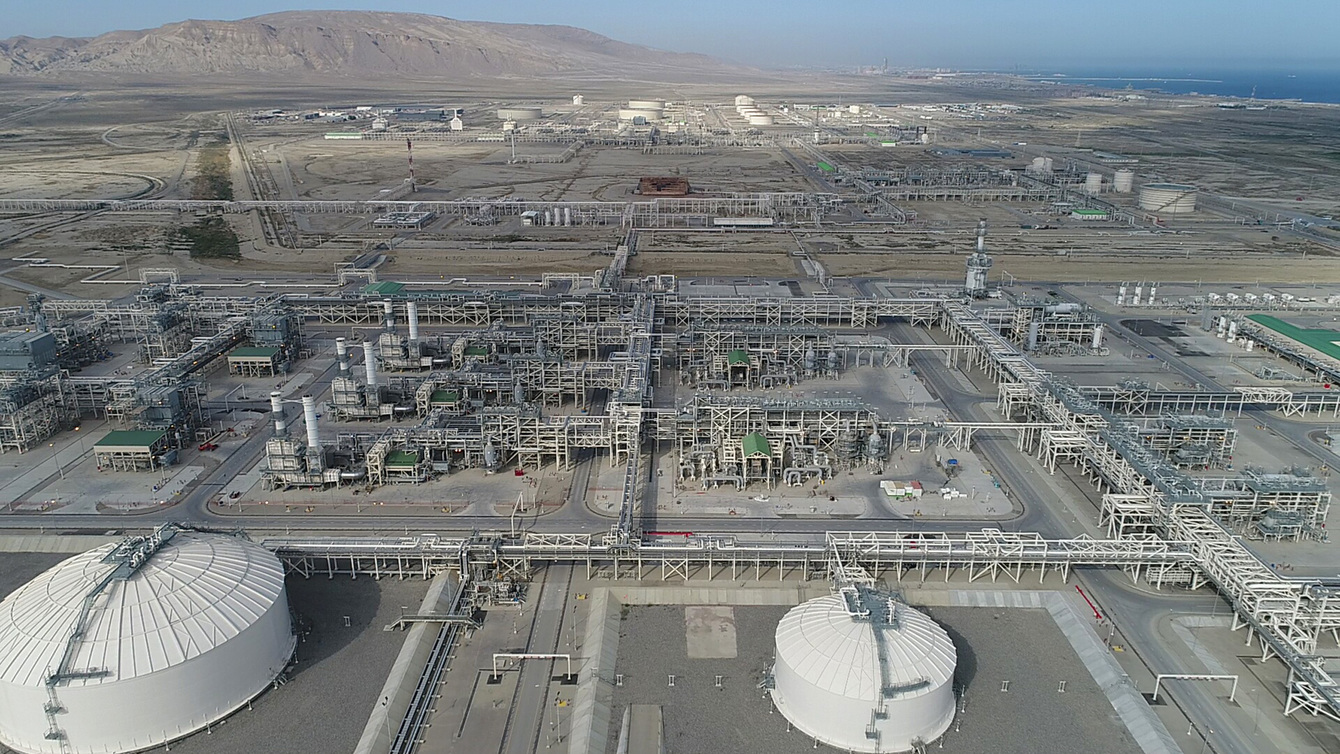
Sanqaçal-terminus aan de Kaspische Zee

De pijpleiding heeft een lengte van 833 kilometer, waarvan 458 kilometer in Azerbeidzjan en 375 kilometer in Georgië. De pijpleiding heeft een diameter van 53 centimeter (21 inch). Er zijn zes pompstations, in elk land drie stuks, en er zijn twee drukreductiestations in West-Georgië. Daarnaast is er een tussenliggend pigging station in Azerbeidzjan (om de leiding inwendig met proppen polyurethaan schoon te kunnen maken) alsmede heeft elk station deze mogelijkheid ook. Er zijn 59 kleppenstations (32 in Azerbeidzjan, 27 in Georgië). De initiële capaciteit van de pijpleiding was 117.000 vaten per dag, maar deze werd door extra investeringen verhoogd naar circa 150.000. Anno 2021 werd de capaciteit niet maximaal benut, met ongeveer 100.000 vaten per dag.
De Soepsa-terminal, op enkele honderden meters van de Zwarte Zee-kust, bestaat uit een viertal opslagtanks met een totale opslagcapaciteit van 160.000 ton. Op ongeveer zes kilometer op zee is een ankerpunt voor olietankers om ruwe olie in te nemen vanuit de opslagtanks via een 91 centimeter (32 inch) dikke leiding vanaf de wal en twee flexibele leidingen van 41 centimeter (16 inch) bij het ankerpunt.
De beginterminus van de pijpleiding is bij de plaats Sanqaçal aan de Kaspische Zee, 45 kilometer ten zuiden van de hoofdstad Bakoe. Hier ligt sinds 1996 een groot distributiecomplex van zowel olie van het Azeri-Chirag-Guneshli-olieveld als aardgas van het Shah Deniz-gasveld en is het beginpunt van nog een aantal pijpleidingen: de Bakoe-Novorossiysk-pijpleiding (olie), de Bakoe-Tbilisi-Ceyhan-pijpleiding (olie) en de Zuid-Kaukasus-pijplijn (gas).

## Stillegging 2006
In najaar 2006 werd het olietransport door de pijpleiding voor anderhalf jaar stilgelegd nadat tijdens inspecties afwijkingen waren geconstateerd. Er was risico op een aardverschuiving in een gedeelte van de pijpleiding bij de Georgische stad Zestafoni, waardoor men besloot over een lengte van een kilometer de pijpleiding te verleggen door de aanleg van een nieuw segment. Ook de oversteek over de Koera-rivier in Azerbeidzjan kreeg een nieuw segment en er werden een aantal andere geconstateerde gebreken opgelost. De kosten van deze reparaties bedroegen ongeveer 53 miljoen dollar. In juni 2008 werd de pijpleiding weer in bedrijf gesteld.

## Oorlog 2008
Erg lang duurde de hervatte operatie niet, want twee maanden later brak de Russisch-Georgische Oorlog uit om de Georgische afscheidingsregio Zuid-Ossetië. Enkele dagen voor de uitbraak van die oorlog vond er een explosie plaats in het Turkse segment van de nabijgelegen Bakoe-Tbilisi-Ceyhan-pijpleiding en werd de Bakoe-Soepsa-pijpleiding extra benut voor de omleiding van olie. Zes dagen later, op 12 augustus 2008 werd de pijpleiding echter volgens de Georgische regering geraakt door een Russisch bombardement, waar BP op dat moment niets van wist, maar desondanks het olietransport wederom stillegde. Na de oorlog bleek dat het bombardement inderdaad plaats had gevonden, maar dat de pijpleiding op 15 meter gemist was.

## Zuid-Ossetië
Over een afstand van ongeveer anderhalve kilometer loopt de Bakoe-Soepsa-pijpleiding door het zuidelijkste puntje van de Georgische afscheidingsregio Zuid-Ossetië dichtbij andere vitale infrastructuur zoals de centrale autosnelweg. Na de oorlog in 2008 bezetten Russische troepen de regio en gingen over tot het handhaven van de de facto grens zoals de zelfverklaarde republiek die claimde, door onder andere fysieke demarcatie. In juli 2015 bakenden Russische troepen deze grens af ter hoogte van de pijpleiding, in de buurt van het dorp Ortsjosani, wat leidde tot verontwaardigde reacties. Ondanks de geringe operationele waarde van deze stap, die geen enkele feitelijke controle over de pijpleiding gaf, gaat hier vooral een symbolische daad van uit naar de Georgische autoriteiten.

## 2022
Na het uitbreken van de Russische invasie van Oekraïne in 2022 heeft BP in het voorjaar van 2022 het olietransport door de Bakoe-Soepsa-pijpleiding gereduceerd en uiteindelijk helemaal stopgezet vanwege veiligheidsrisico's in de Zwarte Zee voor olietankers. De olie werd omgeleid via de Bakoe-Tbilisi-Ceyhan-pijpleiding.